# Defektoskopia ultradźwiękowa

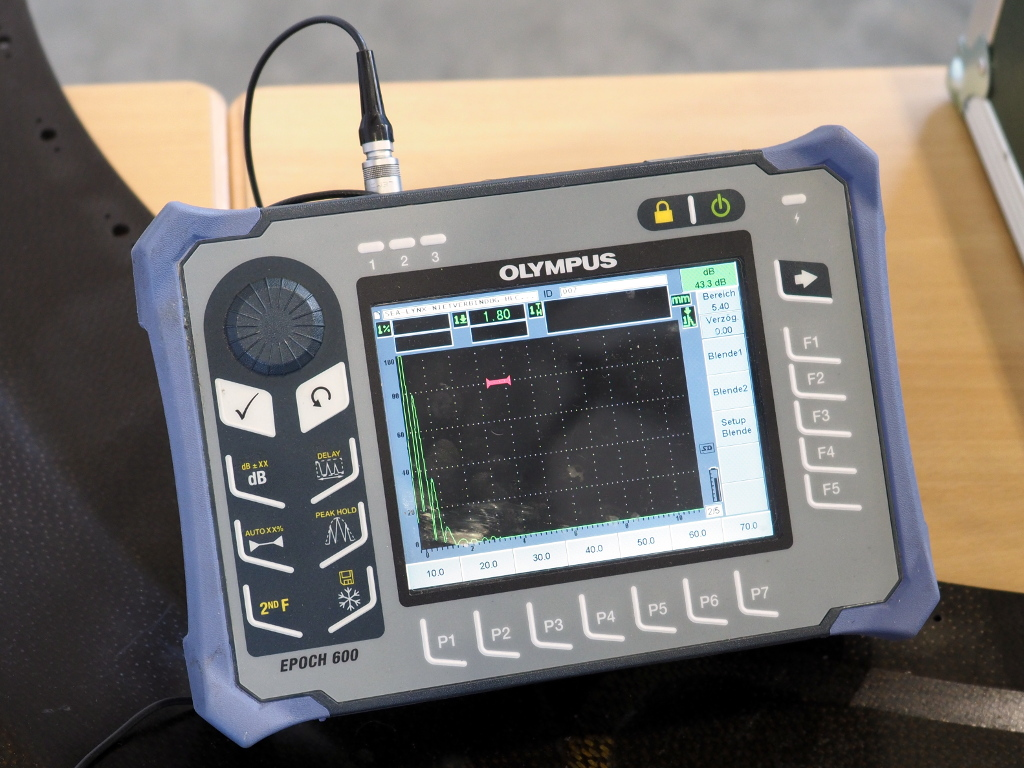
Defektoskop ultradźwiękowy

Defektoskopia ultradźwiękowa – defektoskopia, jedna z nieniszczących metod badania materiałów. Pozwala wykrywać niejednorodności materiału (np. pęknięcia). Metoda ta polega na emisji ultradźwięków i rejestracji ich po przejściu przez badaną substancję. Zapewnia ona bezpieczną eksploatację urządzeń przemysłowych.
Badania wykonywane tą metodą powinny być wykonywane zgodnie z normami dotyczącymi badań ultradźwiękowych: PN-EN 583, PN-EN ISO 11666, PN-EN ISO 23279, PN-EN ISO 17640, PN-EN 10228, PN-EN 12680.
W defektoskopii ultradźwiękowej bada się rozchodzenie się fali akustycznej wysokiej częstotliwości w danym przedmiocie. Stosuje się tu metody: echa, cienia, rezonansu, impedancji oraz drgań własnych.